# Pico Gavilán
El pico Gavilán (también, El Gavilán), es una cima montañosa situada en el parque natural de Puebla de San Miguel, en el Rincón de Ademuz, perteneciente a la Sierra de Javalambre, en las estribaciones meridionales del Sistema Ibérico.

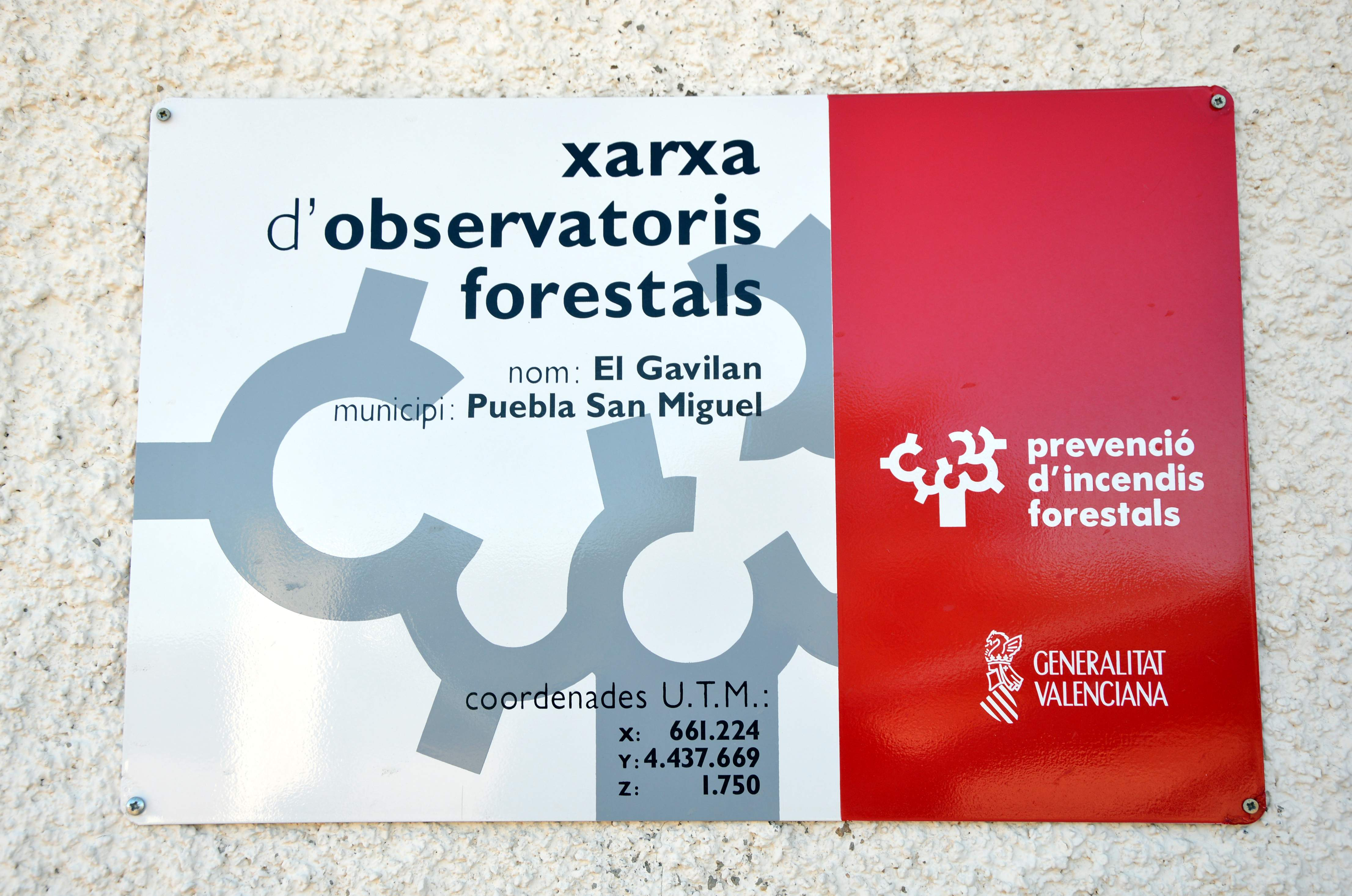
Placa en el Observatorio forestal del Pico Gavilán, Puebla de San Miguel (Valencia), 2017.

Posee una altitud de 1750 metros, constituyéndose en el segundo pico más elevado de la provincia de Valencia, por debajo del Alto de las Barracas (1838 m). En su cumbre hay un observatorio forestal, una estación meteorológica y un helipuerto.

## Acceso y descripción
Desde Puebla de San Miguel puede accederse por una pista que nace junto a la Ermita de San Roque -situada al pie de la CV-363, kilómetro 19-: la pista continúa en dirección a la Loma del Carrascal y sigue por la partida de La Santica, donde hay un pilón devocional bajo la advocación de la Virgen de la Cueva Santa. La vía prosigue hasta la Fuente de la Canaleja, allí comienza propiamente la ascensión. Desde este punto la pista se halla cementada a tramos, pasa por la zona de El Bisco (Corrales del Bizco) y llega hasta un cruce de caminos donde hay un panel orientativo del parque natural y una señal metálica de dirección. Por la derecha la pista continúa en dirección al Pino Vicente Tortajada, un árbol monumental también conocido como «Pino de las Tres Garras», y el Alto de las Barracas. Para llegar al Pico Gavilán, sin embargo, hay que coger el camino de la izquierda, la cumbre se halla doscientos metros más arriba de este punto.
El geógrafo Rodrigo Alfonso (1998) lo sitúa a modo de balcón de la sierra sobre el centro del Rincón de Ademuz, de morfología alomada y «pendientes relativamente suaves, pero que descienden rápidamente hacia el centro de la comarca».

## Características
El pico posee una altitud de 1750 metros, lo que le sitúa como segunda cumbre de la provincia de Valencia, solo por debajo del Alto de las Barracas (1838 m), y la tercera de la Comunidad Valenciana, por debajo del Peñagolosa (1813 m), ubicado en Alcalatén (Castellón).
En su cumbre está el Observatorio Forestal relativo a la prevención de incendios forestales, que forma parte de la «Xarxa d`Observatoris forestals» de la Generalidad Valenciana.
Junto al observatorio hay una estación meteorológica y un helipuerto, el punto de observación está atendido por un «Vigilante Emisorista de Observatorio Forestal», cuya misión principal es observar el paisaje y alertar a la central de cualquier anomalía: columna de humo, fuego, actividad inusual, etc. Asimismo, debe atender la emisora y recibir y transmitir notificaciones entre la central y otros puntos de observación.

## Geología, fauna y flora
Geológicamente se halla en terrenos jurásicos, en su cima crecen pinos silvestres, pinos carrascos, enebros y sabinas rastreras, etc. Asimismo, pueden observarse conejos, liebres, jabalís, corzos, zorros, codornices, perdices, etc.

## Coordenadas geográficas
- Coordenadas UTM: X: 661.224/ Y: 4.437.669/ Z: 1750